# 야마구치 히로미 (1961년)
야마구치 히로미(일본어: 山口 洋, 1961년~)는 일본의 기업인으로, 교토부 출신이며, JP홀딩스의 사장을 맡았다.